# Morrison Hotel
Morrison Hotel é o quinto álbum de estúdio da banda norte-americana de rock The Doors, lançado em 9 de fevereiro de 1970 pela Elektra Records.
Depois que o trabalho experimental em The Soft Parade não foi bem recebido pela critica, a banda retornou às suas raízes. O álbum possui uma leve orientação ao blues, aspecto que seria explorado posteriormente em L.A. Woman (1971).
"Roadhouse Blues" seria a faixa-título do álbum, mas acabou sendo intitulado Morrison Hotel devido a um hotel homônimo situado numa área deteriorada de Los Angeles. Várias canções foram inspiradas no relacionamento de Jim Morrison e Pamela Courson, como "Roadhouse Blues", "Queen of the Highway" e "Blue Sunday".
O relançamento por ocasião de seu 40° aniversário, em 2007, apresentou outtakes e tomadas alternativas, incluindo uma versão diferente de "The Spy", bem como versões de "Roadhouse Blues" com Lonnie Mack no baixo e John Sebastian do Lovin' Spoonful a contribuir com uma harmônica.

## Lista de faixas
- Lado A: Hard Rock Cafe

1. "Roadhouse Blues" (John Densmore, Robby Krieger, Ray Manzarek, Jim Morrison) - 4:04
2. "Waiting for the Sun" (John Densmore, Robby Krieger, Ray Manzarek, Jim Morrison) - 4:00
3. "You Make Me Real" (John Densmore, Robby Krieger, Ray Manzarek, Jim Morrison) - 2:53
4. "Peace Frog" (Robby Krieger, Jim Morrison) - 2:50
5. "Blue Sunday" (John Densmore, Robby Krieger, Ray Manzarek, Jim Morrison) - 2:12
6. "Ship of Fools" (John Densmore, Robby Krieger, Ray Manzarek, Jim Morrison) - 3:08

- Lado B: Morrison Hotel

1. "Land Ho!" (Robby Krieger, Jim Morrison) - 4:10
2. "The Spy" (John Densmore, Robby Krieger, Ray Manzarek, Jim Morrison) - 4:17
3. "Queen of the Highway" (John Densmore, Robby Krieger, Ray Manzarek, Jim Morrison) - 2:47
4. "Indian Summer" (Robby Krieger, Jim Morrison) - 2:35
5. "Maggie M'Gill" (John Densmore, Robby Krieger, Ray Manzarek, Jim Morrison) - 4:24

## Posição nas paradas musicais
| Parada (1970)                  | Melhor posição |
| ------------------------------ | -------------- |
| Países Baixos (Dutch Charts)   | 6              |
| Noruega (VG-lista)             | 13             |
| Reino Unido (UK Albums Chart)  | 12             |
| Estados Unidos (Billboard 200) | 4              |

| Chart (2020)                | Melhor posição |
| --------------------------- | -------------- |
| Bélgica (Ultratop Valônia)  | 124            |
| Hungria (MAHASZ)            | 12             |
| Suíça (Schweizer Hitparade) | 83             |

| Chart (2021)                | Melhor posição |
| --------------------------- | -------------- |
| Bélgica (Ultratop Flandres) | 70             |
| Portugal (AFP)              | 40             |